# Val Clavalité
Le val Clavalité est une vallée latérale de la Vallée d'Aoste, située à l'envers, au sud du chef-lieu de Fénis.

## Géographie
Elle s'étend entre la vallon de Champdepraz et le val de Cogne, et se termine par le col de Fénis.
La pointe Tersive (3 512 mètres) domine le val qui, dans le passé, était sans doute intéressé par une activité d'exploitation minière, et était équipée par un réseau routier pavé.

## Accès

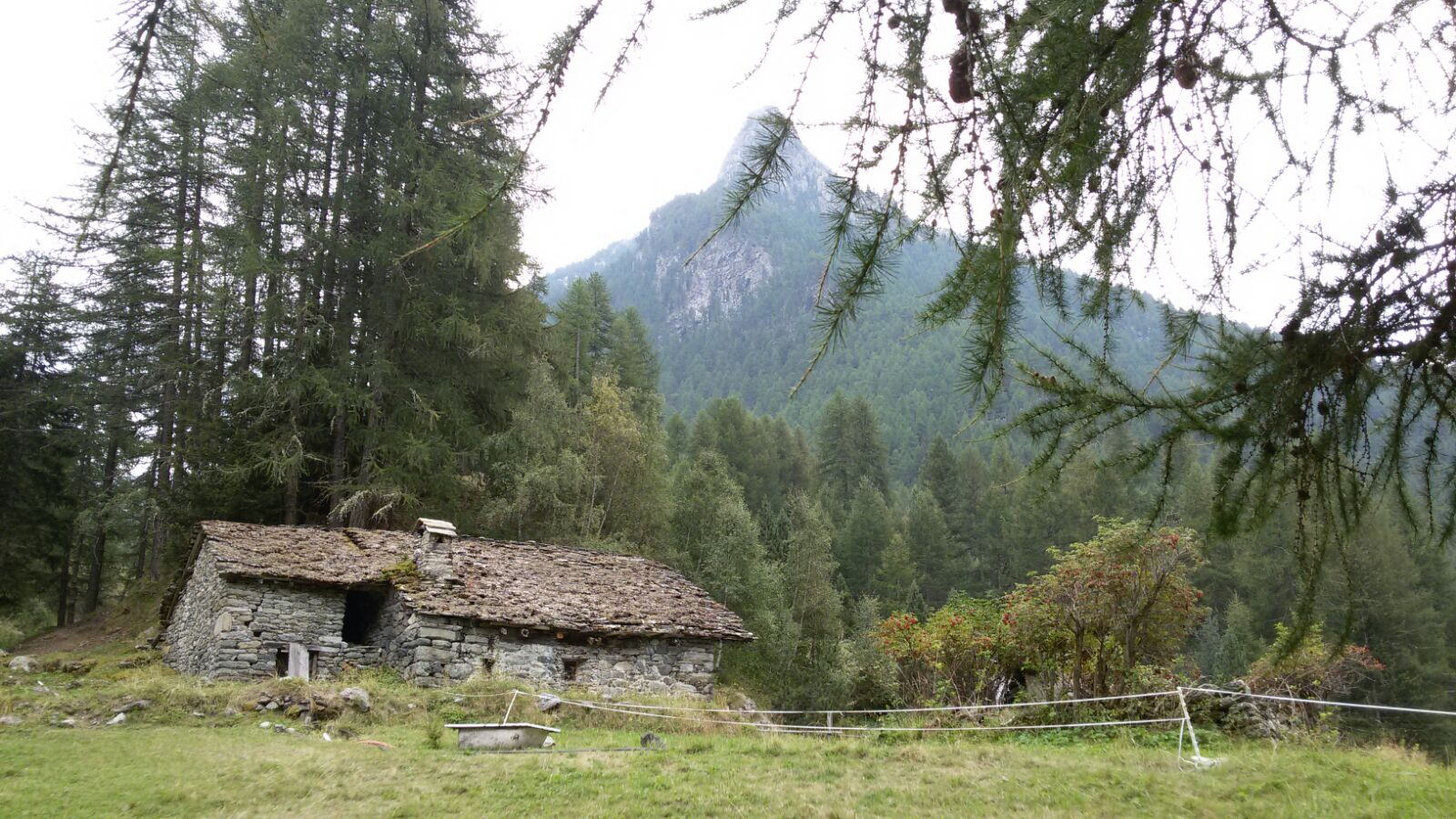
Panorama dans le haut val Clavalité.

Pour accéder à la vallée, il faut suivre la route du chef-lieu de Fénis vers le hameau Misérègne, jusqu'au hameau Cerise, il faut prendre une route non asphaltée jusqu'au belvédère et on rejoint le hameau Clavalité, où se situent les départs de nombreux sentiers.

## Bivouac Gilles Borroz
Le bivouac Gilles Borroz a été inauguré le 15 juillet 2006 et a été dédié à un conseiller communal fénisard, en fonctions de 1990 à 1995. Le bivouac est situé à 2 150 mètres d'altitude, le long du Chemin des lacs. Il constitue un point de départ pour les ascensions à la pointe Tersive et au mont Glacier.